# Sibīrijas Cīņa
Sibīrijas Cīņa («Сибирияс Циня», «Борьба Сибири») — советская газета на латышском языке, выходившая с 1918 по 1936 год в Омске и Новониколаевске/Новосибирске. Основная аудитория — латыши Западно-Сибирского и Восточно-Сибирского краев.

## История
Первоначально газета была органом латышской секции Сибирского бюро ЦК РКП(б), позднее — Сибирского и Западно-Сибирского крайкомов ВКП(б).
16 апреля 1918 года в Омске вышел в свет первый номер периодического издания. Всего перед белогвардейским мятежом были изданы семь номеров. 15 марта 1920 года газета была восстановлена и продалжала печататься в Омске до 30 июля 1921 года, затем в числе других общесибирских газет переехала в Новониколаевск.
Последний номер «Борьбы Сибири» появился 15 февраля 1936 года.

## Периодичность и тираж
В 1920—1922 годах Sibīrijas Cīņa печаталась один раз в две недели, 1923—1929 — еженедельно и с 1930 по 1935 год — два раза в неделю и более.
Тираж издания в 1933 году составил 3800 экземпляров.

## Приложения
В 1927—1929 годах выпускалось приложение газеты — журнал Jaunais Arājs («Молодой пахарь»).

## Известные редакторы
- Карл Юрьевич Шкильтер, был редактором газеты в 1920-х годах. Сумел повысить спрос на издание[3].